# Jean M. Redmann
Jean M. Redmann, que firma sus libros simplemente como J. M. Redmann, es una novelista estadounidense (n. Misisipi, 9 de junio de 1955), conocida por su serie de novelas policíacas ambientadas en Nueva Orleans y protagonizadas por la detective lesbiana Michele, Micky, Knight.
Temas principales de las novelas de Redmann, junto a las relaciones afectivas sáficas, son la infancia problemática de sus protagonistas, la proyección de esos traumas infantiles en su vida adulta, la discriminación por razón de la orientación sexual y el alcoholismo.
Las novelas policíacas de Redmann siguen la tradición americana de ficción hard boiled y algunas han conseguido traspasar las fronteras del público lésbico, asentándose en la literatura políciaca en general. Dos de ellas (La intersección de Ley y Deseo, en 1996, y Muerte de un moribundo, en 2010) han sido galardonadas con el Premio Literario Lambda, en su categoría de literatura de misterio lésbica. Redmann ha sido también recompensada con la "Medalla Alice B.", que se otorga anualmente por toda su carrera a escritoras vivas cuya obra se distinga "por historias consistentemente bien escritas acerca de lesbianas". Sus libros han sido traducidos al español, alemán, noruego y holandés.

## Biografía
Jean M. Redmann creció en Ocean Springs, Misisipi, una pequeña ciudad junto al Golfo de México. A los 18 años decidió, en sus propias palabras "escapar del Sur", matriculándose en el Vassar College, en Poughkeepsie, Nueva York, donde estudió literatura dramática. (En la ficción, también Micky Knight "escapó" del Sur para estudiar en una universidad de Nueva York, aunque no en la elitista Vassar, donde sí lo hicieron otros personajes de mejor posición social).
Tras licenciarse, Redmann fijó su residencia en Nueva York, donde trabajó como técnica de luminotecnia teatral, incluyendo un período como directora de iluminación del Club Playboy de Nueva York. En esta época comenzó a escribir su primera novela: Death by Riverside (La sombra de la duda, en su edición en español).
Más tarde Redmann se mudó a Nueva Orleans, donde sigue viviendo en 2012 y actúa como activista de los derechos civiles LGBT, ejerciendo como directora de prevención de la NO/AIDS Task Force, la más importante ONG en el ámbito del SIDA en el estado de Luisiana, e impartiendo talleres de sexo seguro.
La literatura de Redmann ha influido en distintas autoras españolas, que también han creado tramas criminales o detectivescas en torono a personajes femeninos lésbicos. Las pioneras y mayores cultivadoras de esta línea fueron Clara Asunción García, Isabel Franc y Susana Hernández.

## Obras
Serie Micky Knight
- Death by the Riverside (1990) (La sombra de la duda, 2004)
- Deaths of Jocasta (1992) (Yocasta, 2006)
- The Intersection of Law and Desire (1995) (La intersección de Ley y Deseo, 2008)
- Lost Daughters (1999) (Las hijas ausentes, 2009)
- Death of a Dying Man (2009) (Muerte de un moribundo, 2011)
- Water Mark (2010) (Las huellas del agua, 2012)
- Ill Will (2012)
- The Shoal of Time (2013)
- The Girl on the Edge of Summer (2017)

Antologías
- Men of the Mean Streets: Gay Noir (Greg Herren y J. M. Redmann, eds., 2011)
- Women of the Mean Streets: Lesbian Noir (Id. id.)
- Night Shadows: Queer Horror (Id., 2012)